# Eudicella darwiniana
Eudicella darwiniana är en skalbaggsart som beskrevs av Ernst Gustav Kraatz 1880. Eudicella darwiniana ingår i släktet Eudicella och familjen Cetoniidae. Inga underarter finns listade i Catalogue of Life.